# صابوغيات
الصابوغيات هي رتبة من شعاعيات الزعانف تتضمن فصائل الرنكة والصابوغة والسردين. وتتضمن المجموعة أيضاً العديد من الأسماك الجيدة والهامة. بالمجمل، تحتوي هذه المجموعة على ست فصائل وقرابة 300 نوع.
تملك الصابوغيات أكياساً هوائية تعمل كالرئات، حيث تُتيح لها تنفس الأوكسجين من الهواء مباشرة، وهذا الكيس يَملك مجرى هوائياً متصلاً بالقناة الغذائية. تفتقر هذه الأسماك نموذجياً إلى الخط الجانبي، لكنها ما زالت تملك عيوناً وزعانف وحراشف شائعة عند الأسماك، بالرغم من أنه لا تملك جميع الأسماك هذه الخصائص. عموماً، الصابوغيات هي أسماك فضية تملك أجساداً انسيابية مغزلية الشكل وتعيش في مناطق المياه الضحلة الكبيرة. معظم الأنواع تأكل العوالق، والتي يُرشحونها من الماء بواسطة «الخياشيم المُنقبة» (عظام أو غضاريف تقع في الخياشيم تقوم بتصفية الغذاء عن باقي المياه).